# Johann Georg Sulzer
Johann Georg Sulzer (Winterthur, 16 ottobre 1720 – Berlino, 27 febbraio 1779) è stato un filosofo svizzero.

## Biografia
Giovane studente a Zurigo, crebbe con l'intenzione di diventare pastore protestante, ma nel 1734 preferì, ancora giovanissimo, accettare il posto di precettore a Magdeburgo.
Sulzer nutrì interesse per la matematica e la fisica; nel 1752 teorizzò che le particelle dei metalli potessero avviare una vibrazione in modo da eccitare i sensi umani, soprattutto il gusto.
Lo stesso Sulzer in un precedente esperimento mise a contatto la sua lingua con due minerali in modo che la saliva facesse da trasportatore elettrolitico; l'esperimento del filosofo è tuttora in uso e noto come Prova della lingua sulla batteria.
Nel 1747 divenne docente di matematica in un ginnasio a Berlino; in questa occasione conobbe personalità come Eulero e Maupertuis e diventò membro dell'Accademia delle Scienze di Berlino (1750).
Nel 1775 ebbe la direzione delle attività filosofiche dell'Accademia. Nel 1755 aveva tradotto in tedesco An enquiry Concerning the Principles of Morals di David Hume.
Fu fedele seguace di Christian Wolff e di Alexander Gottlieb Baumgarten.

## Allgemeine Theorie der schönen künste
Dal 1771 al 1774 Sulzer si occupò di quella che sarebbe diventata la sua opera più importante: l'Allgemeine Theorie der schönen künster, lessico che si rivelava in realtà un manuale di filosofia estetica.
Nella sua opera ribadì il concetto che l'arte ha lo scopo di rallegrare e migliorare l'uomo, concezione tratta a piene mani dall'illuminismo e dalla psicologia. Sulzer fu infatti buon amico di Johann Caspar Lavater, il padre della fisiognomica.

## Opere
- Unterredungen über die Schönheit der Natur (1750)
- Gedanken über den Ursprung der Wissenschaften und schönen Künste (1762)
- Allgemeine Theorie der schönen Künste (1771–74)
- Vermischte philosophische Schriften (1773/81)